# Pool (bilard)

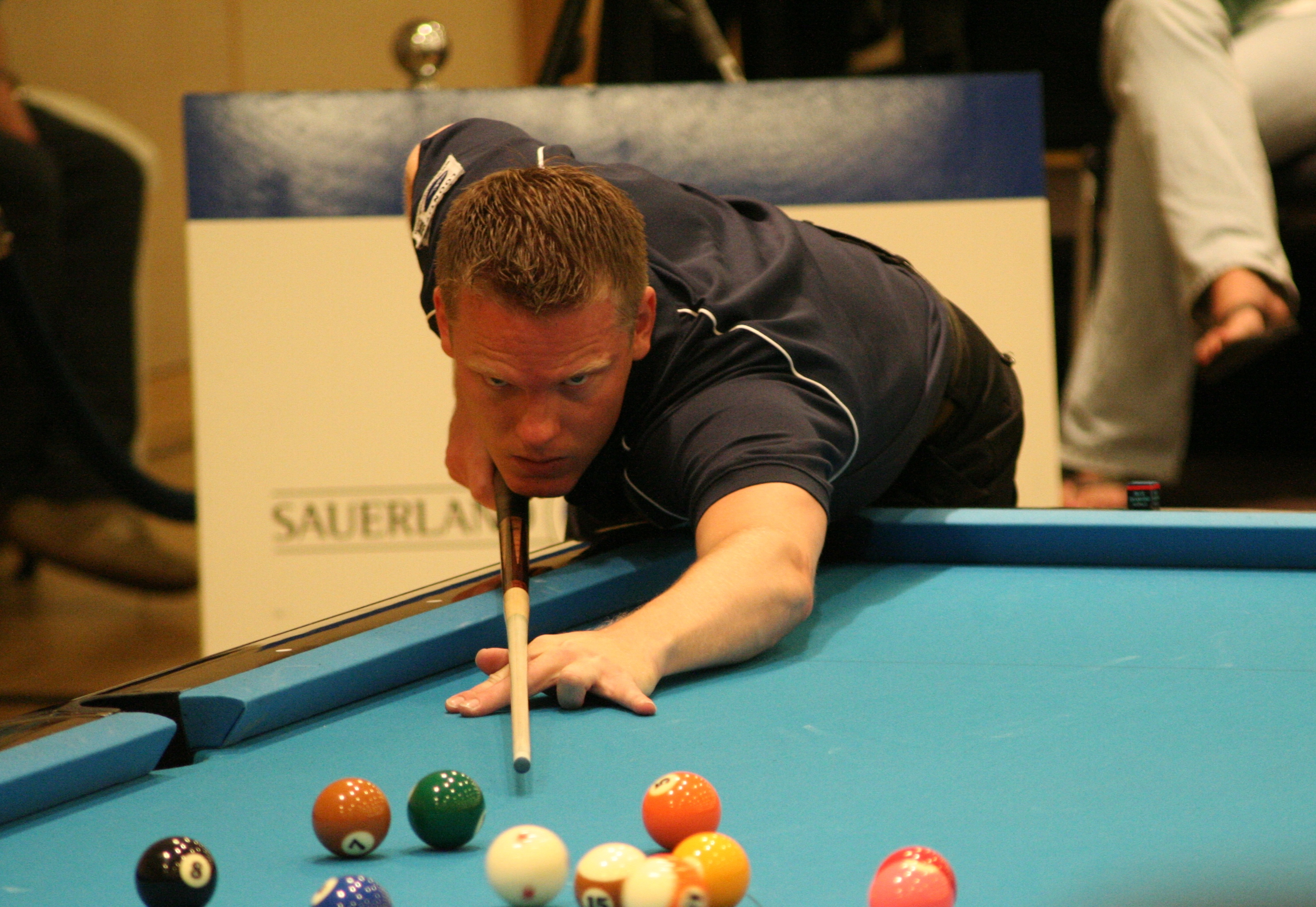
Niels Feijen na mistrzostwach Europy w poolu 2008

Pool – gra bilardowa, rozgrywana na stole do bilardu o długości 7, 8 lub 9 stóp, z sześcioma kieszeniami (cztery w rogach oraz dwie znajdujące się w połowie dłuższych band stołu). W grze uczestniczą dwie strony (dwóch zawodników lub dwie drużyny). Zwany również bilardem amerykańskim, tzw. pool-billiards. Każda specyficzna gra w pool ma swoją własną nazwę; do najbardziej znanych należą ósemka, ósemka angielska i jego wariant casino, dziewiątka, dziesiątka, siódemka, czternaście plus jeden, one-pocket i bank pool.
Pojęcie pocket-billiards jest czasem używane i preferowane przez niektóre organizacje branżowe, ale jest to z technicznego punktu widzenia szersza klasyfikacja, w tym gry takie jak snooker, ruska piramida oraz kaisa, które nie są określane jako gry poolowe.
Istnieją również gry hybrydowe łączące aspekty zarówno poolu jak i karambolu, takie jak czwórka, bottle pool, cowboy pool i bilard angielski.

## Sprzęt
Do gry stosowany stół prostokątny o wymiarach: 7' (198 х 99 cm), 8' (224 х 112 cm), 9' (254 х 127 cm) (najpopularniejszy 9'). Posiada 6 łuz (w rogach i na środkach dłuższych boków). Bile kolorowe mają średnicę 57.2 mm. Bila biała może mieć różne średnice (48 mm, 52.4 mm, 57.2 mm, 60.3 mm) oraz może być wykonana w wersji magnetycznej.

## Niestandardowe odmiany gry
Oprócz standardowej gry w pool, znane są inne jej odmiany, różniące się m.in. zasadami czy liczbą bil. Stosuje się w nich ogólne zasady gry w bilard amerykański, które są zbiorem zasad obowiązującym we wszystkich grach na stół amerykański, z wyjątkiem  reguł, które stoją w jawnej sprzeczności ze szczegółowymi zasadami poszczególnych gier.
- Bank pool
- Baseball pocket billiards
- Bowliards
- Cake pool
- Casino
- Chicago
- Cowboy pool
- Cribbage pool
- Crossover
- Cutthroat
- Equal offense
- Czternaście plus jeden (Straight pool)
- Czterdzieści jeden
- Dziewiątka – bilard dziewięciobilowy
  - Dziesiątka
  - Siódemka
  - Szóstka
- Flanges
- Golf
- Honolulu
- Indian
- Killer – inaczej "Trzy życia"
- Line Up
- Mexican pool
- One-pocket
- Ósemka – inaczej "Blackball", "solid & stripes"
  - Ósemka angielska (bez względu na nazwę jest zaliczana do bilardów amerykańskich),
  - Ósemka chińska (bez względu na nazwę jest zaliczana do bilardów amerykańskich),
  - Irish standard pool
  - Piętnaście plus jeden
  - Convergence 8-Ball
  - Pan i pani – z ang. Mr and Mrs bilard o nierównych zasadach dla dwojga graczy
  - One Fifteen Ball
- Piętnastka
- Rotacja
- Speed pool
- Tęcza
- Trójka

### Mistrzostwa świata
Pierwsze mistrzostwa świata w poolu (odmiana czternaście plus jeden) zakończyły się w roku 1911; zwyciężył w nich Amerykanin Jerome Keough. Rozgrywki organizowano do 1990 roku. Najwięcej zwycięstw do roku 1990 odnotowali: Willie Mosconi (19), Ralph Greenleaf (16) i Frank Taberski (14). Od 1990 rozgrywano Mistrzostwa świata w bilardzie dziewięciobilowym. W roku 2006 mistrzostwa w bilardzie czternaście plus jeden zostały wznowione.
- Mistrzostwa świata w bilardzie dziesięciobilowym (od 2008 roku).
- Mistrzostwa świata w bilardzie dziewięciobilowym (od 1990 roku).
- Mistrzostwa świata w bilardzie czternaście plus jeden (od 1911 roku).
- Mistrzostwa świata w bilardzie ośmiobilowym (od 2004 roku).
- Mistrzostwa świata w poolu (od 2006 roku).